# Natalia Gorbanevskaja
Natalia Jevgenjevna Gorbanevskaja (ryska: Наталья Евгеньевна Горбаневская), född 26 maj 1936 i Moskva, död 29 november 2013 i Paris, var en rysk poet och aktivist. 
Gorbanevskaja studerade vid Leningrads universitet. År 1970 dömdes hon till ett psykiatriskt sjukhus. Hon befriades 1972 och 2005 blev hon polsk medborgare. Hon var grundare och första redaktör för Хроника текущих событий (Chronika tekusjtjich sobytij).